# Египет на летних Олимпийских играх 2012
Египет на летних Олимпийских играх 2012 был представлен 113 спортсменами в 19 видах спорта.

## Награды
| Медаль  | Спортсмен               | Вид спорта           | Дисциплина      |
| ------- | ----------------------- | -------------------- | --------------- |
| Серебро | Аля-эд-дин Абу-ль-Касим | Фехтование           | мужчины, рапира |
| Серебро | Карам Габер             | Греко-римская борьба | до 84 кг        |
| Серебро | Абир Абдельрахман       | Тяжёлая атлетика     | до 75 кг        |
| Бронза  | Тарек Йехия             | Тяжёлая атлетика     | до 85 кг        |

## Результаты соревнований

### Академическая гребля
В следующий раунд из каждого заезда проходили несколько лучших экипажей (в зависимости от дисциплины). В утешительный заезд попадали спортсмены, выбывшие в предварительном раунде. В финал A выходили 6 сильнейших экипажей, остальные разыгрывали места в утешительных финалах B-F.
Мужчины
| Соревнование              | Спортсмены                     | Предварительный заезд | Предварительный заезд | Предварительный заезд | Отборочный заезд | Отборочный заезд | Отборочный заезд | Четвертьфинал | Четвертьфинал | Четвертьфинал | Полуфинал     | Полуфинал     | Полуфинал     | Финал   | Финал   | Итоговое место |
| Соревнование              | Спортсмены                     | Заезд                 | Время                 | Место                 | Заезд            | Время            | Место            | Заезд         | Время         | Место         | Заезд         | Время         | Место         | Время   | Место   | Итоговое место |
| ------------------------- | ------------------------------ | --------------------- | --------------------- | --------------------- | ---------------- | ---------------- | ---------------- | ------------- | ------------- | ------------- | ------------- | ------------- | ------------- | ------- | ------- | -------------- |
| одиночки                  | Нур эль-Дин Хассанейн          | 4                     | 7:06,17               | 3 Q                   | Не участвовал    | Не участвовал    | Не участвовал    | 4             | 7:23,12       | 6             | Полуфинал C/D | Полуфинал C/D | Полуфинал C/D | Финал D | Финал D | 20             |
| одиночки                  | Нур эль-Дин Хассанейн          | 4                     | 7:06,17               | 3 Q                   | Не участвовал    | Не участвовал    | Не участвовал    | 4             | 7:23,12       | 6             | 2             | 7:44,53       | 4             | 7:27,19 | 2       | 20             |
| Парные двойки, лёгкий вес | Омар аль Сабахи Мохамед Нофаль |                       | 6:59,57               | 5                     |                  | 6:57,06          | 6                |               |               |               |               | 7:19,29       | 4             | 7:12,79 | 2       | 20             |

Женщины
| Соревнование              | Спортсмены              | Отборочная гонка | Отборочная гонка | Четвертьфинал/ Дополнительная гонка | Четвертьфинал/ Дополнительная гонка | Полуфинал | Полуфинал | Финал   | Финал |
| Соревнование              | Спортсмены              | Время            | Место            | Время                               | Место                               | Время     | Место     | Время   | Место |
| ------------------------- | ----------------------- | ---------------- | ---------------- | ----------------------------------- | ----------------------------------- | --------- | --------- | ------- | ----- |
| Парные двойки, лёгкий вес | Сара Барака Фатма Рашид | 7:45,23          | 6                | 7:54,01                             | 6                                   |           |           | 8:14,17 | 17    |

### Бадминтон
Спортсменов — 1
Женщины
| Соревнование     | Спортсмены  | Групповой этап                 | Групповой этап                | 1/8 финала            | 1/4 финала            | 1/2 финала            | Финал                 | Финал                 |
| Соревнование     | Спортсмены  | 1 матч                         | 2 матч                        | 1/8 финала            | 1/4 финала            | 1/2 финала            | Финал                 | Финал                 |
| Соревнование     | Спортсмены  | Соперник Счёт                  | Соперник Счёт                 | Соперник Счёт         | Соперник Счёт         | Соперник Счёт         | Соперник Счёт         | Место                 |
| ---------------- | ----------- | ------------------------------ | ----------------------------- | --------------------- | --------------------- | --------------------- | --------------------- | --------------------- |
| Одиночный разряд | Хадия Хосни | Пи Хунъянь (FRA) П 11-21, 9-21 | Хлоя Маги (IRL) П 17-21, 6-21 | Завершила выступление | Завершила выступление | Завершила выступление | Завершила выступление | Завершила выступление |

### Бокс
Мужчины
| Соревнование    | Спортсмены                     | 1-й раунд                      | 2-й раунд                    | Четвертьфинал        | Полуфинал            | Финал                | Место                |
| Соревнование    | Спортсмены                     | Соперник Результат             | Соперник Результат           | Соперник Результат   | Соперник Результат   | Соперник Результат   | Место                |
| --------------- | ------------------------------ | ------------------------------ | ---------------------------- | -------------------- | -------------------- | -------------------- | -------------------- |
| до 49 кг        | Рами эль Авади                 |                                | Ферхат Пехливан (TUR) П 6-20 | Завершил выступление | Завершил выступление | Завершил выступление | Завершил выступление |
| до 52 кг        |                                |                                |                              |                      |                      |                      |                      |
| Хешам Абделяль  | Бенсон Гичару (KEN) В 13-8     | Жасурбек Латипов (UZB) П 11-21 | Завершил выступление         | Завершил выступление | Завершил выступление | Завершил выступление |                      |
| до 60 кг        |                                |                                |                              |                      |                      |                      |                      |
| Мохамед Рамадан | Хан Сун Чхоль (KOR) П 6-11     | Завершил выступление           | Завершил выступление         | Завершил выступление | Завершил выступление | Завершил выступление |                      |
| до 64 кг        |                                |                                |                              |                      |                      |                      |                      |
| Эслам эль Генди | Дьюла Кате (HUN) П 10-16       | Завершил выступление           | Завершил выступление         | Завершил выступление | Завершил выступление | Завершил выступление |                      |
| до 75 кг        |                                |                                |                              |                      |                      |                      |                      |
| Мохаммед Хикаль | Солтан Мигитинов (AZE) П 12-20 | Завершил выступление           | Завершил выступление         | Завершил выступление | Завершил выступление | Завершил выступление |                      |

### Борьба
Мужчины
Вольная борьба
| Соревнование | Спортсмены        | Первый раунд       | Второй раунд                      | Четвертьфинал          | Полуфинал            | Финал                | Утешительный Четвертьфинал   | Утешительный Полуфинал | Финал За 3-е место   | Место |
| Соревнование | Спортсмены        | Соперник Результат | Соперник Результат                | Соперник Результат     | Соперник Результат   | Соперник Результат   | Соперник Результат           | Соперник Результат     | Соперник Результат   | Место |
| ------------ | ----------------- | ------------------ | --------------------------------- | ---------------------- | -------------------- | -------------------- | ---------------------------- | ---------------------- | -------------------- | ----- |
| до 55 кг     | Ибрахим Фараг     |                    | Владимир Хинчегашвили (GEO) П 1-3 | Завершил выступление   | Завершил выступление | Завершил выступление | Радослав Великов (BUL) П 0-3 | Завершил выступление   | Завершил выступление | 13    |
| до 60 кг     | Хассан Мадани     |                    | Дидье Пе (FRA) В 3-1              | Ри Чон Мён (PRK) П 1-3 | Завершил выступление | Завершил выступление | Завершил выступление         | Завершил выступление   | Завершил выступление | 8     |
| до 66 кг     | Абду Омар         |                    | Давид Сафарян (ARM) П 0-5         | Завершил выступление   | Завершил выступление | Завершил выступление | Завершил выступление         | Завершил выступление   | Завершил выступление | 18    |
| до 96 кг     | Салех Эмара       |                    | Георгий Гогшелидзе (GEO) П 0-5    | Завершил выступление   | Завершил выступление | Завершил выступление | Завершил выступление         | Завершил выступление   | Завершил выступление | 19    |
| до 120 кг    | Эль Десоки Исмаил |                    | Тервел Длагнев (USA) П 1-3        | Завершил выступление   | Завершил выступление | Завершил выступление | Завершил выступление         | Завершил выступление   | Завершил выступление | 11    |

Греко-римская борьба
| Соревнование | Спортсмены               | Первый раунд                   | Второй раунд               | Четвертьфинал               | Полуфинал                     | Финал                   | Утешительный Четвертьфинал | Утешительный Полуфинал         | Финал За 3-е место   | Место |
| Соревнование | Спортсмены               | Соперник Результат             | Соперник Результат         | Соперник Результат          | Соперник Результат            | Соперник Результат      | Соперник Результат         | Соперник Результат             | Соперник Результат   | Место |
| ------------ | ------------------------ | ------------------------------ | -------------------------- | --------------------------- | ----------------------------- | ----------------------- | -------------------------- | ------------------------------ | -------------------- | ----- |
| до 55 кг     | Мохамед Абухалима        | Спенсер Манго (USA) П 0-3      | Завершил выступление       | Завершил выступление        | Завершил выступление          | Завершил выступление    | Завершил выступление       | Завершил выступление           | Завершил выступление | 14    |
| до 60 кг     | Сайед Абдельмонем        |                                | Реваз Лашхи (GEO) П 0-3    | Завершил выступление        | Завершил выступление          | Завершил выступление    |                            | Заур Курамагомедов (RUS) П 0-3 | Завершил выступление | 11    |
| до 66 кг     | Ашраф эль Харабли        |                                | Орландо Хуакон (ECU) В 3-1 | Манучар Цхадая (GEO) П 0-3  | Завершил выступление          | Завершил выступление    | Завершил выступление       | Завершил выступление           | Завершил выступление | 10    |
| до 74 кг     | Ислам Тольба             | Невен Жугай (CRO) П 0-3        | Завершил выступление       | Завершил выступление        | Завершил выступление          | Завершил выступление    | Завершил выступление       | Завершил выступление           | Завершил выступление | 16    |
| до 84 кг     | Карам Габер              |                                | Ненад Жугай (CRO) В 3-1    | Мелонин Нумонви (FRA) В 3-1 | Дамиан Яниковский (POL) В 3-1 | Алан Хугаев (RUS) П 0-3 |                            |                                |                      | 2     |
| до 96 кг     | Мохамед Абдельфатах      | Тимофей Дейниченко (BLR) П 1-3 | Завершил выступление       | Завершил выступление        | Завершил выступление          | Завершил выступление    | Завершил выступление       | Завершил выступление           | Завершил выступление | 13    |
| до 120 кг    | Абдельрахман эль Трабели |                                | Михаин Лопес (CUB) П 0-3   | Завершил выступление        | Завершил выступление          | Завершил выступление    |                            | Гурам Перселидзе (GEO) П 1-3   | Завершил выступление | 12    |

Женщины
| Соревнование | Спортсмены | Первый раунд                 | Второй раунд          | Четвертьфинал         | Полуфинал             | Финал                 | Утешительный Четвертьфинал | Утешительный Полуфинал | Финал За 3-е место    | Место |
| Соревнование | Спортсмены | Соперник Результат           | Соперник Результат    | Соперник Результат    | Соперник Результат    | Соперник Результат    | Соперник Результат         | Соперник Результат     | Соперник Результат    | Место |
| ------------ | ---------- | ---------------------------- | --------------------- | --------------------- | --------------------- | --------------------- | -------------------------- | ---------------------- | --------------------- | ----- |
| до 55 кг     | Рабаб Эид  | Татьяна Лазарева (UKR) П 0-5 | Завершила выступление | Завершила выступление | Завершила выступление | Завершила выступление | Завершила выступление      | Завершила выступление  | Завершила выступление | 16    |

### Водные виды спорта

#### Плавание
Спортсменов — 3
В следующий раунд на каждой дистанции проходят лучшие спортсмены по времени, независимо от места занятого в своём заплыве.
Мужчины
| Соревнование       | Спортсмен  | Предварительные заплывы | Предварительные заплывы | Полуфиналы           | Полуфиналы           | Финал                | Финал                |
| Соревнование       | Спортсмен  | Результат               | Место                   | Результат            | Место                | Результат            | Место                |
| ------------------ | ---------- | ----------------------- | ----------------------- | -------------------- | -------------------- | -------------------- | -------------------- |
| 50 м вольный стиль | Шехаб Юнис | 23,16                   | 34                      | Завершил выступление | Завершил выступление | Завершил выступление | Завершил выступление |

Открытая вода
| Соревнование  | Спортсмены    | Результат | Место |
| ------------- | ------------- | --------- | ----- |
| 10 километров | Мазен Метвали | 1:54:33,2 | 24    |

Женщины
| Соревнование       | Спортсмен    | Предварительные заплывы | Предварительные заплывы | Полуфиналы            | Полуфиналы            | Финал                 | Финал                 |
| Соревнование       | Спортсмен    | Результат               | Место                   | Результат             | Место                 | Результат             | Место                 |
| ------------------ | ------------ | ----------------------- | ----------------------- | --------------------- | --------------------- | --------------------- | --------------------- |
| 50 м вольный стиль | Фарида Осман | 26,34                   | 40                      | Завершила выступление | Завершила выступление | Завершила выступление | Завершила выступление |

#### Синхронное плавание
Спортсменов — 2
| Спортсменки | Соревнование | Техническая программа | Техническая программа | Полуфинал произвольной программы | Полуфинал произвольной программы | Полуфинал произвольной программы | Полуфинал произвольной программы | Финал произвольной программы | Финал произвольной программы | Место                 | Всего очков           |
| Спортсменки | Соревнование | Очков                 | Место                 | Очков                            | Место                            | Всего очков                      | Место                            | Очков                        | Место                        | Место                 | Всего очков           |
| --- | ------------ | --------------------- | --------------------- | -------------------------------- | -------------------------------- | -------------------------------- | -------------------------------- | ---------------------------- | ---------------------------- | --------------------- | --------------------- |
| Шаза Абдельрахман Далия Эль-Гебали                                                                                 | Дуэты        | 75,700                | 24                    | 76,400                           | 24                               | 152,100                          | 24                               | Завершили выступление        | Завершили выступление        | Завершили выступление | Завершили выступление |
| Рим Абдальазим Шаза Абдельрахман Маи Мохамед Мариам Омар Юмна Халлаф Самар Хассуна Далия Эль-Гебали Нур Эль-Эфенди | Группы       | 77,600                | 7                     |                                  |                                  |                                  |                                  | 78,360                       | 7                            | 155,960               | 7                     |

### Гимнастика
Спортсменов — 4

#### Спортивная гимнастика
Мужчины
| Соревнование          | Спортсмен           | Вольные упражнения | Вольные упражнения | Опорный прыжок | Опорный прыжок | Брусья | Брусья | Перекладина | Перекладина | Кольца | Кольца | Конь   | Конь  | Абсолютное первенство | Абсолютное первенство |
| Соревнование          | Спортсмен           | Очки               | Место              | Очки           | Место          | Очки   | Место  | Очки        | Место       | Очки   | Место  | Очки   | Место | Очки                  | Место                 |
| --------------------- | ------------------- | ------------------ | ------------------ | -------------- | -------------- | ------ | ------ | ----------- | ----------- | ------ | ------ | ------ | ----- | --------------------- | --------------------- |
| абсолютное первенство | Мохамед эль Сахарти | 13,900             | 56                 | 15,483         | 12             | 13,400 | 65     | 13,666      | 52          | 13,566 | 61     | 12,600 | 57    | 82,598                | 37                    |

Женщины
| Соревнование          | Спортсмен        | Вольные упражнения | Вольные упражнения | Бревно | Бревно | Брусья | Брусья | Опорный прыжок | Опорный прыжок | Абсолютное первенство | Абсолютное первенство |
| Соревнование          | Спортсмен        | Очки               | Место              | Очки   | Место  | Очки   | Место  | Очки           | Место          | Очки                  | Место                 |
| --------------------- | ---------------- | ------------------ | ------------------ | ------ | ------ | ------ | ------ | -------------- | -------------- | --------------------- | --------------------- |
| абсолютное первенство | Сальма эль Саид  | 12,500             | 68                 | 13,066 | 42     | 12,566 | 63     | 13,533         | 12             | 51,665                | 41                    |
| абсолютное первенство | Шерене эль Зейни | 11,000             | 82                 | 12,733 | 53     |        |        |                |                |                       |                       |

#### Художественная гимнастика
Женщины
| Соревнование              | Спортсменки  | Квалификация | Квалификация | Квалификация | Квалификация | Квалификация | Квалификация | Финал                 | Финал                 | Финал                 | Финал                 | Финал                 | Финал                 |
| Соревнование              | Спортсменки  | Обруч        | Мяч          | Булавы       | Лента        | Всего        | Место        | Обруч                 | Мяч                   | Булавы                | Лента                 | Всего                 | Место                 |
| Соревнование              | Спортсменки  | Очки         | Очки         | Очки         | Очки         | Очки         | Место        | Очки                  | Очки                  | Очки                  | Очки                  | Очки                  | Место                 |
| ------------------------- | ------------ | ------------ | ------------ | ------------ | ------------ | ------------ | ------------ | --------------------- | --------------------- | --------------------- | --------------------- | --------------------- | --------------------- |
| индивидуальное многоборье | Ясмин Ростом | 23,925       | 23,775       | 25,050       | 23,500       | 96,250       | 23           | Завершила выступление | Завершила выступление | Завершила выступление | Завершила выступление | Завершила выступление | Завершила выступление |

### Конный спорт
Спортсменов — 1

#### Конкур
В каждом из раундов спортсменам необходимо было пройти дистанцию с разным количеством препятствий и разным лимитом времени. За каждое сбитое препятствие спортсмену начислялось 4 штрафных балла, за превышение лимита времени 1 штрафное очко (за каждые 5 секунд).
| Соревнование              | Спортсмены                     | Квалификация | Квалификация | Квалификация | Квалификация | Квалификация | Квалификация         | Квалификация         | Квалификация         | Финал                | Финал                | Финал                | Финал                | Финал |
| Соревнование              | Спортсмены                     | 1 раунд      | 1 раунд      | 2 раунд      | Всего        | Всего        | 3 раунд              | Всего                | Всего                | Финал A              | Финал A              | Финал B              | Всего                | Всего |
| Соревнование              | Спортсмены                     | Штраф        | Место        | Штраф        | Штраф        | Место        | Штраф                | Штраф                | Место                | Штраф                | Место                | Штраф                | Штраф                | Место |
| ------------------------- | ------------------------------ | ------------ | ------------ | ------------ | ------------ | ------------ | -------------------- | -------------------- | -------------------- | -------------------- | -------------------- | -------------------- | -------------------- | ----- |
| Индивидуальное первенство | Карим Эль-Зогби на Wervel Wind | 5            | 53 (Q)       | 5            | 10           | 51           | Завершил выступление | Завершил выступление | Завершил выступление | Завершил выступление | Завершил выступление | Завершил выступление | Завершил выступление | 51    |

### Настольный теннис
Спортсменов — 2
Соревнования по настольному теннису проходили по системе плей-офф. Каждый матч продолжался до тех пор, пока один из теннисистов не выигрывал 4 партии. Сильнейшие 16 спортсменов начинали соревнования с третьего раунда, следующие 16 по рейтингу стартовали со второго раунда.
Мужчины
| Соревнование     | Спортсмены           | Квалификация       | Первый раунд                 | Второй раунд                 | Третий раунд                 | 1/8 финала           | Четвертьфинал        | Полуфинал            | Финал                | Место |
| Соревнование     | Спортсмены           | Соперник Результат | Соперник Результат           | Соперник Результат           | Соперник Результат           | Соперник Результат   | Соперник Результат   | Соперник Результат   | Соперник Результат   | Место |
| ---------------- | -------------------- | ------------------ | ---------------------------- | ---------------------------- | ---------------------------- | -------------------- | -------------------- | -------------------- | -------------------- | ----- |
| Одиночный разряд | Эль-Сайед Лашин (49) | Не участвовал      | П. Герелль (SWE) (35) В 4:3  | З. Приморац (CRO) (28) В 4:3 | Д. Мидзутани (JPN) (3) П 1:4 | Завершил выступление | Завершил выступление | Завершил выступление | Завершил выступление | 17    |
| Одиночный разряд | Омар Ассар (58)      | Не участвовал      | Я. Жмуденко (UKR) (32) В 4:1 | П. Гионис (GRE) (21) П 0:4   | Завершил выступление         | Завершил выступление | Завершил выступление | Завершил выступление | Завершил выступление | 33    |

### Парусный спорт
Спортсменов — 1
Соревнования по парусному спорту в каждом из классов состояли из 10 гонок, за исключением класса 49er, где проводилось 15 заездов. В каждой гонке спортсмены стартовали одновременно. Победителем каждой из гонок становился экипаж, первым пересекший финишную черту. Количество очков, идущих в общий зачёт, соответствовало занятому командой месту. 10 лучших экипажей по результатам 10 гонок попадали в медальную гонку, результаты которой также шли в общий зачёт. В случае если участник соревнований не смог завершить гонку ему начислялось количество очков, равное количеству участников плюс один. При итоговом подсчёте очков не учитывался худший результат, показанный экипажем в одной из гонок. Сборная, набравшая наименьшее количество очков, становится олимпийским чемпионом.
Мужчины
| Класс | Спортсмены  | Гонка | Гонка | Гонка | Гонка | Гонка | Гонка | Гонка | Гонка | Гонка | Гонка | Гонка         | Очки | Место |
| Класс | Спортсмены  | 1     | 2     | 3     | 4     | 5     | 6     | 7     | 8     | 9     | 10    | M             | Очки | Место |
| ----- | ----------- | ----- | ----- | ----- | ----- | ----- | ----- | ----- | ----- | ----- | ----- | ------------- | ---- | ----- |
| RS:X  | Ахмед Хабаш | 38    | 38    | 36    | 37    | 34    | 38    | 38    | 38    | DNF   | 37    | Не участвовал | 334  | 38    |

Использованы следующие сокращения:
- M — медальная гонка
- DNF — Did not finish (не финишировал)

### Современное пятиборье
Спортсменов — 3
Современное пятиборье включает в себя: стрельбу, плавание, фехтование, верховую езду и бег. Впервые в истории соревнования по современному пятиборью проводились в новом формате. Бег и стрельба были объединены в один вид — комбайн. В комбайне спортсмены стартовали с гандикапом, набранным за предыдущие три дисциплины (4 очка = 1 секунда). Олимпийским чемпионом становится спортсмен, который пересекает финишную линию первым.
Мужчины
| Соревнование              | Спортсмены      | Фехтование | Фехтование | Фехтование | Плавание | Плавание | Плавание | Верховая езда | Верховая езда | Верховая езда | Комбайн  | Комбайн | Комбайн | Всего     | Всего |
| Соревнование              | Спортсмены      | Побед      | Очки       | Место      | Время    | Очки     | Место    | Штраф         | Очки          | Место         | Время    | Очки    | Место   | Результат | Место |
| ------------------------- | --------------- | ---------- | ---------- | ---------- | -------- | -------- | -------- | ------------- | ------------- | ------------- | -------- | ------- | ------- | --------- | ----- |
| Индивидуальное первенство | Яссер Хефни     | 17         | 808        | 13         | 2:05,90  | 1292     | 19       | 120           | 1080          | 28            | 11:25,53 | 2260    | 31      | 5440      | 28    |
| Индивидуальное первенство | Амро Эль-Гезири | 18         | 832        | 11         | 1:55,70  | 1412     | 1        | 344           | 856           | 33            | 11:42,48 | 2192    | 34      | 5292      | 33    |

Женщины
| Соревнование              | Спортсмены | Фехтование | Фехтование | Фехтование | Плавание | Плавание | Плавание | Верховая езда | Верховая езда | Верховая езда | Комбайн | Комбайн | Комбайн | Всего     | Всего |
| Соревнование              | Спортсмены | Побед      | Очки       | Место      | Время    | Очки     | Место    | Штраф         | Очки          | Место         | Время   | Очки    | Место   | Результат | Место |
| ------------------------- | ---------- | ---------- | ---------- | ---------- | -------- | -------- | -------- | ------------- | ------------- | ------------- | ------- | ------- | ------- | --------- | ----- |
| Индивидуальное первенство |            |            |            |            |          |          |          |               |               |               |         |         |         |           |       |

### Стрельба
Мужчины
| Соревнование | Спортсмены | Квалификация | Квалификация | Финал | Всего     | Всего |
| Соревнование | Спортсмены | Результат    | Место        | Финал | Результат | Место |
| ------------ | ---------- | ------------ | ------------ | ----- | --------- | ----- |
| Трап         |            |              |              |       |           |       |
|              |            |              |              |       |           |       |
| Скит         |            |              |              |       |           |       |
|              |            |              |              |       |           |       |

Женщины
| Соревнование | Спортсмены | Квалификация | Квалификация | Финал | Всего     | Всего |
| Соревнование | Спортсмены | Результат    | Место        | Финал | Результат | Место |
| ------------ | ---------- | ------------ | ------------ | ----- | --------- | ----- |
| Скит         |            |              |              |       |           |       |
|              |            |              |              |       |           |       |

### Стрельба из лука
Спортсменов — 2
Мужчины
| Соревнование              | Спортсмены     | Квалификация | Квалификация | 1/32 финала        | 1/16 финала        | 1/8 финала         | Четвертьфинал      | Полуфинал          | Финал              |
| Соревнование              | Спортсмены     | Результат    | Место        | Соперник Результат | Соперник Результат | Соперник Результат | Соперник Результат | Соперник Результат | Соперник Результат |
| ------------------------- | -------------- | ------------ | ------------ | ------------------ | ------------------ | ------------------ | ------------------ | ------------------ | ------------------ |
| Индивидуальное первенство | Ахмед Эль-Немр |              |              |                    |                    |                    |                    |                    |                    |

Женщины
| Соревнование              | Спортсмены   | Квалификация | Квалификация | 1/32 финала        | 1/16 финала        | 1/8 финала         | Четвертьфинал      | Полуфинал          | Финал              |
| Соревнование              | Спортсмены   | Результат    | Место        | Соперник Результат | Соперник Результат | Соперник Результат | Соперник Результат | Соперник Результат | Соперник Результат |
| ------------------------- | ------------ | ------------ | ------------ | ------------------ | ------------------ | ------------------ | ------------------ | ------------------ | ------------------ |
| Индивидуальное первенство | Амира Мансур |              |              |                    |                    |                    |                    |                    |                    |

### Тхэквондо
Мужчины
| Соревнование | Спортсмены          | Турнир       | 1/8 финала                   | Четвертьфинал           | Полуфинал                  | Финал              |
| Соревнование | Спортсмены          | Турнир       | Соперник Результат           | Соперник Результат      | Соперник Результат         | Соперник Результат |
| ------------ | ------------------- | ------------ | ---------------------------- | ----------------------- | -------------------------- | ------------------ |
| до 58 кг     | Тамер Байюми        | За 1-е место | Нурсултан Мамаев (KAZ) В 1—0 | Ли Дэ Хун (KOR) П 10—11 | Не прошёл                  | Не прошёл          |
| до 58 кг     | Тамер Байюми        | За 3-е место |                              |                         | Пен-Ек Каракет (THA) П 4—6 | Не прошёл          |
| до 80 кг     | Абдельрахман Оссама | За 1-е место | Томми Моллет (NED) П 8—19    | Не прошёл               | Не прошёл                  | Не прошёл          |
| до 80 кг     | Абдельрахман Оссама | За 3-е место |                              |                         |                            |                    |

Женщины
| Соревнование | Спортсмены        | Турнир       | 1/8 финала                 | Четвертьфинал            | Полуфинал          | Финал              |           |
| Соревнование | Спортсмены        | Турнир       | Соперник Результат         | Соперник Результат       | Соперник Результат | Соперник Результат |           |
| ------------ | ----------------- | ------------ | -------------------------- | ------------------------ | ------------------ | ------------------ | --------- |
| до 57 кг     | Хедая Вахба       | За 1-е место | Робин Чхон (NZL) В 17—6    | Марлен Арнуа (FRA) П 3—8 | Не прошла          | Не прошла          | Не прошла |
| до 57 кг     | Хедая Вахба       | За 3-е место |                            |                          |                    |                    |           |
| до 67 кг     | Сехам эль Савалхи | За 1-е место | Элин Йоханссон (SWE) П 0—6 | Не прошла                | Не прошла          | Не прошла          | Не прошла |
| до 67 кг     | Сехам эль Савалхи | За 3-е место |                            |                          |                    |                    |           |

### Тяжёлая атлетика
Спортсменов — 8
Мужчины
| Категория | Спортсмен          | Вес   | Рывок | Рывок | Рывок | Толчок | Толчок | Толчок | Всего | Место |
| Категория | Спортсмен          | Вес   | 1     | 2     | 3     | 1      | 2      | 3      | Всего | Место |
| --------- | ------------------ | ----- | ----- | ----- | ----- | ------ | ------ | ------ | ----- | ----- |
| до 62 кг  | Ахмед Саад         | 61,63 | 125   | 130   | 130   | 158    | 162    | 165    | 292   | 9     |
| до 69 кг  | Мохамед Абдельбаки | 68,97 | 141   | 145   | 145   | 171    | 176    | 176    | 316   | 10    |
| до 77 кг  | Ибрахим Рамадан    | 76,79 | 150   | 155   | 155   | 192    | 192    | 197    | 347   | 5     |
| до 85 кг  | Раджаб Абдельхай   | 84,81 | 161   | 165   | 167   | 202    | 207    | 210    | 372   | 6     |
| до 85 кг  | Тарек Ехия         | 84,70 | 160   | 165   | 167   | 205    | 210    | 216    | 375   | 3     |

Женщины
| Категория   | Спортсмен         | Вес    | Рывок | Рывок | Рывок | Толчок | Толчок | Толчок | Всего | Место |
| Категория   | Спортсмен         | Вес    | 1     | 2     | 3     | 1      | 2      | 3      | Всего | Место |
| ----------- | ----------------- | ------ | ----- | ----- | ----- | ------ | ------ | ------ | ----- | ----- |
| до 69 кг    | Есмат Мансур      | 68,42  | 105   | 105   | 108   | 130    | 130    | 134    | 235   | 9     |
| до 75 кг    | Абир Абдельрахман | 74,60  | 112   | 116   | 118   | 140    | 148    | 151    | 258   | 2     |
| свыше 75 кг | Нахла Рамадан     | 105,51 | 122   | 125   | 125   | 150    | 155    | 158    | 277   | 5     |

### Фехтование
Спортсменов — 11
В индивидуальных соревнованиях спортсмены сражаются три раунда по три минуты, либо до того момента, как один из спортсменов нанесёт 15 уколов. В командных соревнованиях поединок идёт 9 раундов по 3 минуты каждый, либо до 45 уколов. Если по окончании времени в поединке зафиксирован ничейный результат, то назначается дополнительная минута до «золотого» укола.
Мужчины
| Соревнование          | Спортсмены                                                  | 1/32 финала               | 1/16 финала                      | 1/8 финала                 | Четвертьфиналы               | Полуфиналы                  | Финал матч за 3-е место | Место |
| Соревнование          | Спортсмены                                                  | Соперник Результат        | Соперник Результат               | Соперник Результат         | Соперник Результат           | Соперник Результат          | Соперник Результат      | Место |
| --------------------- | ----------------------------------------------------------- | ------------------------- | -------------------------------- | -------------------------- | ---------------------------- | --------------------------- | ----------------------- | ----- |
| Индивидуальная шпага  | Айман Файез                                                 |                           | Рубен Лимардо (VEN) П 13-15      | Завершил выступление       | Завершил выступление         | Завершил выступление        | Завершил выступление    | 17    |
| Индивидуальная рапира | Алаэльдин Абуэлькассем                                      |                           | Майлз Чемли-Уотсон (USA) В 15-10 | Петер Йоппих (GER) В 15-10 | Андреа Кассара (ITA) В 15-10 | Чхой Бюн Чхул (KOR) В 15-12 | Лэй Шэн (CHN) П 13-15   | 2     |
| Индивидуальная рапира | Тарек Айяд                                                  | Анас Мостафа (EGY) В 15-5 | Алексей Черемисинов (RUS) П 8-15 | Завершил выступление       | Завершил выступление         | Завершил выступление        | Завершил выступление    |       |
| Индивидуальная рапира | Анас Мостафа                                                | Тарек Айяд (EGY) П 5-15   | Завершил выступление             | Завершил выступление       | Завершил выступление         | Завершил выступление        | Завершил выступление    |       |
| Командная рапира      | Алаэльдин Абуэлькассем Тарек Айяд Шериф Фарраг Анас Мостафа |                           |                                  | Великобритания П 33:45     | Завершили выступление        | Завершили выступление       | Завершили выступление   |       |
| Индивидуальная сабля  | Маннад Зеид                                                 | Ю Пен Кан (MAS) П 12-15   | Завершил выступление             | Завершил выступление       | Завершил выступление         | Завершил выступление        | Завершил выступление    |       |

Женщины
| Соревнование          | Спортсмены                                                      | 1/32 финала                   | 1/16 финала                 | 1/8 финала             | Четвертьфиналы        | Полуфиналы            | Финал матч за 3-е место | Место |
| Соревнование          | Спортсмены                                                      | Соперник Результат            | Соперник Результат          | Соперник Результат     | Соперник Результат    | Соперник Результат    | Соперник Результат      | Место |
| --------------------- | --------------------------------------------------------------- | ----------------------------- | --------------------------- | ---------------------- | --------------------- | --------------------- | ----------------------- | ----- |
| Индивидуальная шпага  | Мона Хассанейн                                                  | Сюй Цотин (TPE) П 10-15       | Завершила выступление       | Завершила выступление  | Завершила выступление | Завершила выступление | Завершила выступление   |       |
| Индивидуальная рапира | Эман эль Гаммаль                                                | Йохана Фуенмайор (VEN) П 9-15 | Завершила выступление       | Завершила выступление  | Завершила выступление | Завершила выступление | Завершила выступление   |       |
| Индивидуальная рапира | Шаима эль Гаммаль                                               | Мона Шаито (LIB) П 6-7        | Завершила выступление       | Завершила выступление  | Завершила выступление | Завершила выступление | Завершила выступление   |       |
| Индивидуальная рапира | Эман Габер                                                      |                               | Астрид Гуйяр (FRA) П 2-15   | Завершила выступление  | Завершила выступление | Завершила выступление | Завершила выступление   |       |
| Командная рапира      | Эман эль Гаммаль Шаима эль Гаммаль Эман Габер Рана эль Хуссеини |                               |                             | Великобритания П 34:45 | Завершили выступление | Завершили выступление | Завершили выступление   |       |
| Индивидуальная сабля  | Сальма Махран                                                   |                               | Дагмара Возняк (USA) П 6-15 | Завершила выступление  | Завершила выступление | Завершила выступление | Завершила выступление   |       |

### Футбол
Спортсменов — 18

#### Мужчины
Состав команды
| №              | Имя                 | Клуб              | Дата рождения   | Возраст | Игр     | Голов   |
| Вратари        | Вратари             | Вратари           | Вратари         | Вратари | Вратари | Вратари |
| -------------- | ------------------- | ----------------- | --------------- | ------- | ------- | ------- |
| 1              | Ахмед эль-Шенави    | Замалек           | 14 мая 1991     | 21      | 4       | -8      |
| 18             | Мохамед Бассам      | Тала Аль Гаиш     | 25 декабря 1990 | 21      | 0       | 0       |
| Защитники      |                     |                   |                 |         |         |         |
| 2              | Махмуд Алаа Эль-Дин | Харас Эль-Ходуд   | 1 января 1991   | 21      | 3       | 0       |
| 3              | Али Фатхи           | Араб Контракторс  | 2 января 1992   | 20      | 0       | 0       |
| 4              | Омар Габер          | Замалек           | 30 января 1992  | 20      | 2       | 0       |
| 6              | Ахмед Хегази        | Фиорентина        | 25 января 1991  | 21      | 4       | 0       |
| 7              | Ахмед Фатхи*        | Аль-Ахли          | 10 ноября 1984  | 27      | 4       | 0       |
| 12             | Ислам Рамадан       | Харас Эль-Ходуд   | 1 ноября 1990   | 21      | 4       | 0       |
| 15             | Саад Самир          | Аль-Масри         | 1 апреля 1989   | 23      | 2       | 0       |
| Полузащитники  |                     |                   |                 |         |         |         |
| 5              | Мохаммед Абутрика*  | Аль-Ахли          | 7 ноября 1978   | 33      | 4       | 2       |
| 8              | Шехаб Эль-Дин Ахмед | Аль-Ахли          | 22 августа 1990 | 21      | 4       | 0       |
| 13             | Салех Гомаа         | ЕНППИ             | 1 августа 1993  | 18      | 3       | 0       |
| 14             | Хоссам Хассан       | Аль-Масри         | 30 апреля 1989  | 23      | 4       | 0       |
| 17             | Мохаммед эль-Ненни  | Араб Контракторс  | 11 июля 1992    | 20      | 4       | 0       |
| Нападающие     |                     |                   |                 |         |         |         |
| 9              | Марван Мохсен       | Петроджет         | 26 февраля 1989 | 23      | 4       | 1       |
| 10             | Эмад Мотеаб*        | Аль-Ахли          | 20 февраля 1983 | 29      | 4       | 0       |
| 11             | Мохаммед Салах      | Базель            | 15 июня 1992    | 20      | 4       | 3       |
| 16             | Ахмед Магди         | Газль Эль-Махалла | 9 декабря 1989  | 22      | 2       | 0       |
| Главный тренер |                     |                   |                 |         |         |         |
| Флаг Египта    | Хани Рамзи          | Хани Рамзи        | 10 марта 1969   | 43      |         |         |

Результаты
Группа С
|   | Команда        | И | В | Н | П | ГЗ | ГП | +/- | Очки |
| - | -------------- | - | - | - | - | -- | -- | --- | ---- |
| 1 | Бразилия       | 3 | 3 | 0 | 0 | 9  | 3  | +6  | 9    |
| 2 | Египет         | 3 | 1 | 1 | 1 | 6  | 5  | +1  | 4    |
| 3 | Беларусь       | 3 | 1 | 0 | 2 | 3  | 6  | -3  | 3    |
| 4 | Новая Зеландия | 3 | 0 | 1 | 2 | 1  | 5  | -4  | 1    |

| 26 июля 2012 19:45 UTC+1                     | \| Бразилия \| 3:2 (3:0) Отчет \| Египет \| \| Рафаэл 16′ · Леандро Дамиан 26′ · Неймар 30′ \| Голы \| Абутрика 52′ · Салах 76′ \| | Стадион: Миллениум, Кардифф Зрителей: 26 812 Судья: Джанлука Рокки |
| Бразилия                                     | 3:2 (3:0) Отчет | Египет                                                             |
| Рафаэл 16′ · Леандро Дамиан 26′ · Неймар 30′ | Голы | Абутрика 52′ · Салах 76′                                           |

| 29 июля 2012 14:45 UTC+1 | \| Египет \| 1:1 (1:1) Отчет \| Новая Зеландия \| \| Салах 40′ \| Голы \| Крис Вуд 17′ \| | Стадион: Олд Траффорд, Манчестер Зрителей: 50050 Судья: Марк Клаттенбург |
| Египет                   | 1:1 (1:1) Отчет                                                                           | Новая Зеландия                                                           |
| Салах 40′                | Голы                                                                                      | Крис Вуд 17′                                                             |

| 1 августа 2012 14:30 UTC+1            | \| Египет \| 3:1 (0:0) Отчёт \| Беларусь \| \| Салах 56′ · Мохсен 73′ · Абутрика 79′ \| Голы \| Воронков 87′ \| | Стадион: Хэмпден Парк, Глазго Зрителей: 8 732 Судья: Роберто Гарсия |
| Египет                                | 3:1 (0:0) Отчёт                                                                                                 | Беларусь                                                            |
| Салах 56′ · Мохсен 73′ · Абутрика 79′ | Голы | Воронков 87′                                                        |

1/4 финала
| 4 августа 2012 12:00 UTC+1      | \| Япония \| 3:0 (1:0) Отчёт \| Египет \| \| Нагаи 14′ · Ёсида 78′ · Оцу 83′ \| Голы \| \| | Стадион: Олд Траффорд, Манчестер Зрителей: 70 722 Судья: Марк Гейгер |
| Япония                          | 3:0 (1:0) Отчёт                                                                            | Египет                                                               |
| Нагаи 14′ · Ёсида 78′ · Оцу 83′ | Голы                                                                                       |                                                                      |